# ملکه مارگو
ملکه مارگو (فرانسوی: La Reine Margot‎) فیلمی در ژانر درام به کارگردانی پاتریس شرو است که در سال ۱۹۹۴ به نمایش درآمد.
ویرنا لیزی موفق شد برای بازی در این فیلم جایزه بهترین بازیگر زن جشنواره فیلم کن را از آنِ خود کند.

## چکیده داستان
زندگی در کاخ سلطنتی و در پاریس، بین «عروسی ورمیل» و کشتار سن‌بارتلمی.
اوت ۱۵۷۲. پاریس در آتش تب و تاب در غلیان است. هانری دو ناوار پروتستان، هانری چهارم آینده (دانیل اوتویل)، در حال ازدواج با مارگریت دو والوا (ایزابل آجانی) معروف به مارگو است. این دختر فرانسوی کاتولیک، به ویژه دختر کاترین دو مدیسی (ویرنا لیزی) و خواهر پادشاه متزلزل شارل نهم (ژان-اوگ آنگلاد) و شاهزادگان جاه طلب هانری (پاسکال گرگوری) و فرانسوا (جولین رسم). این زوج یکدیگر را دوست ندارند.
این ازدواج با اهداف سیاسی از سوی کاترین دو مدیسی ترتیب داده شده بود، زیرا او قصد داشت از یک سو از حساسیت‌های دیپلماتیک پاپ گریگوری سیزدهم و اسپانیا، و از سوی دیگر از فشار دولتهای پروتستان بکاهد و به ویژه از نفرت‌ها و رقابت‌های درون پادشاهی بین حزب کاتولیک دوک هانری دو گیس (میگل بوزه) و جناح پروتستان به رهبری دریاسالار گاسپارد دو کولیگنی (ژان کلود بریال) دلجویی کند. ترس، خصومت و خشونت حتی درکلیسای نوتردام، که در آن ازدواجها جشن گرفته می‌شد، احساس می‌شد. برادران مارگو از فرط خشونت گویا مرده شورخانه ای را بی محابا به نمایش می گذاشتد و رابطه مبهمی را که با خواهرشان داشتند، پنهان نمی‌کردند. مارگو شاهزاده خانمی مغرور و بلهوس بود. ملکه کاترین در روز عروسی دخترش توطئه ای را آشکار کرد.
هر یک از طرفین به دنبال مبارزه بودند و ملکه مادر ناشیانه، همراه با جاه طلبی‌های مخالف هماوردان مختلف، به ذکر ضعف پادشاه و حرص قدرت طلبی شاهزادگان نپرداخت، بلکه سراسر کشور را، تنها شش روز پس از آن عروسی، به یک قتلگاه عمومی بدل کرد. این لحظات تاریک سبب شد که مارگو به حقایقی که تا به آنروز از آنها آگاه نبود، یعنی: ایثار، دوستی و عشق، پی ببرد.

## بازیگران
- ایزابل آجانی
- دنیل اوتوی
- ژان-هوگ آنگلاد
- ویرنا لیزی
- وینسنت پرز
- دومنیک بلان
- آزیا آرجنتو
- ژان-کلود برایلی
- میگل بسه
- باربت شرودر
- ولری برونی تدسکی
- توماس کرتشمن
- الن دو فوژرول
- ژان دوشت
- گرگوار کولین
- برنار ورله